# 유운성

## 클럽 경력
유운성은 천안시티 FC 내에서 수비진 옵션으로 분류된 선수로, 주전은 아니지만 벤치 엔트리와 교체투입 기회를 통해 경기에 점차 적응 중이다.

## 프로 데뷔 및 통계
2025시즌 기준 공식 출전 기록은 확인되지 않았지만, 일부 경기의 벤치명단에 포함되어 경기에 사용된 바 있다.

## 특징
중앙 수비 자원으로, 기본적인 공중볼 경합과 수비 집중력을 기반으로 팀의 수비 안정에 기여할 가능성이 있는 신진 선수이다.  
팀 내 다른 수비수들과의 경쟁 속에서 성장 가능성이 기대된다.

## 참고 자료
- 천안시티 FC 공식 위키·SNS로 확인된 선수 정보
- K리그2 등록 선수 명단